# Tsūshōgō
Les Tsūshōgō (通称号) sont les noms de code des unités de l'armée impériale japonaise pendant la Seconde Guerre mondiale.
Le mot Tsūshōgō est la combinaison de Heidan-Mojifu (兵団文字符)  et Tūshō-Bangō (通称番号). Heidan-Mojifu est le code en kanji assigné à toutes les divisions de l'armée impériale japonaise, aux brigades indépendantes, et aux autres grandes unités. Chaque Heidan-Mojifu est composé généralement que d'un seul kanji, mais certaines unités créées à la fin de la guerre ont des codes avec deux caractères. Les unités non-mobilisées ont des codes de zones comme Tōbu (東部, zone de l'est du Japon). Le Tsūshō-Bangō est un code à 3-5 figures assigné à toutes les unités de l'armée.
Par exemple, la 116e division a le Heidan-Mojifu Arashi (嵐, « tempête »). Les Tsūshōgō des unités de la division est les suivants :
- 109e régiment d'infanterie - Unité Arashi 6213 (嵐第6213部隊, Arashi dai 6213 Butai?)
- 120e régiment d'infanterie - Unité Arashi 6212
- 133e régiment d'infanterie - Unité Arashi 6214[2]
- 122e régiment d'artillerie - Unité Arashi 6222
- 116e régiment de construction - Unité Arashi 6225
- 116e régiment de transport - Unité Arashi 6227
- Division de combat d'unité médicale - Unité Arashi 6229

L'unité 731 est un exemple de tsūshō-bangō. Le nom officiel de l'unité est Département du bureau pour la prévention des épidémies et la purification de l'eau de l'armée du Guandong (関東軍防疫給水部本部) et son nom de code complet est Unité Manshū 731 (満州第731部隊, Manshū dai 731 Butai). Manshū (満州, « Mandchourie ») est le code assigné à certaines unités de l'armée du Guandong.